# Charvensod
Charvensod is een gemeente in de Italiaanse regio Aostadal en telt 2333 inwoners (31-12-2004). De oppervlakte bedraagt 26,0 km², de bevolkingsdichtheid is 90 inwoners per km².
De volgende frazioni maken deel uit van de gemeente: Félinaz, Plan-Félinaz, Pont-Suaz, Ampaillant, Péroulaz, La Giradaz, Roulaz, Saint-Pantaléon, Chef-lieu.

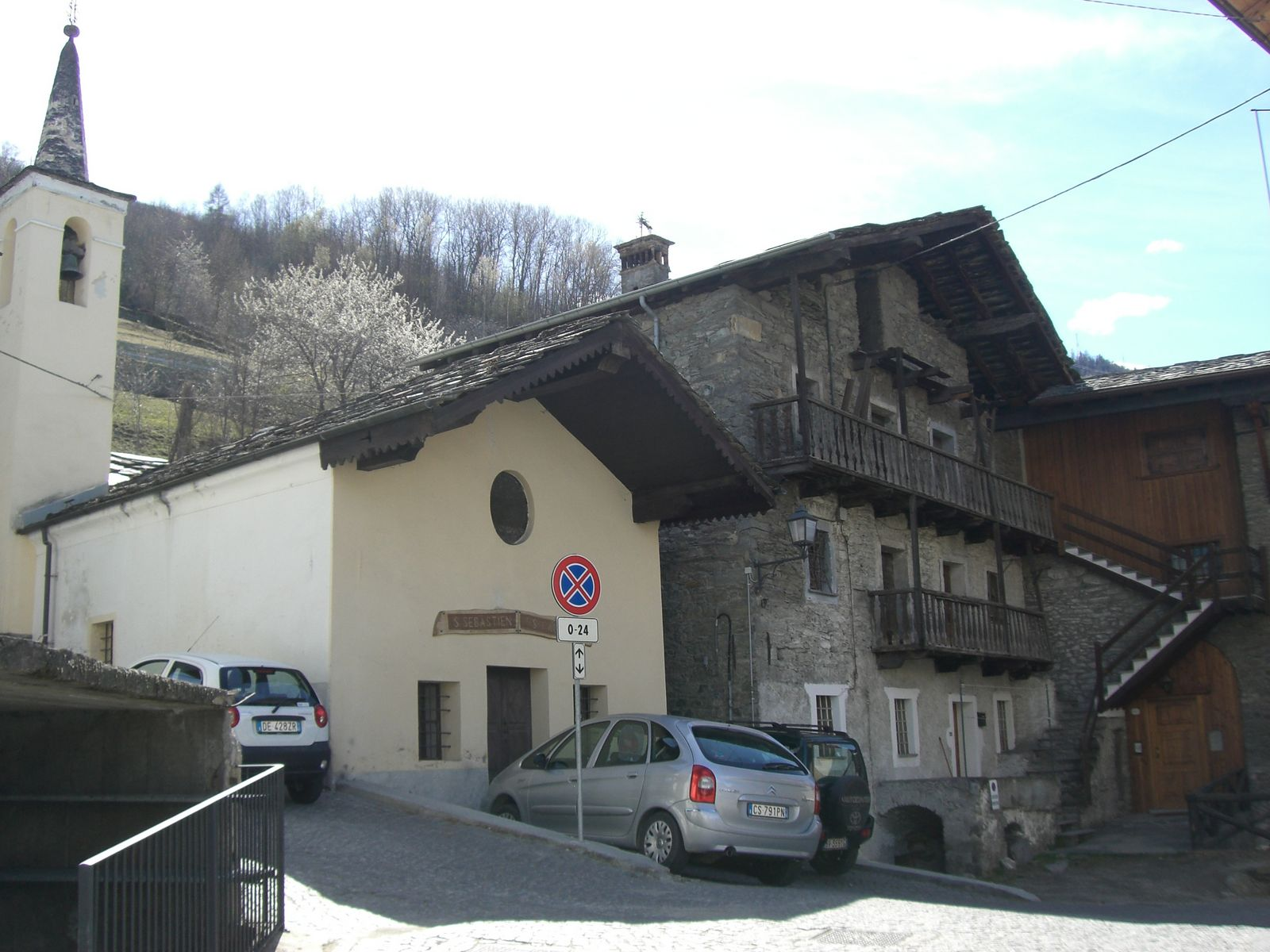
Charvensod
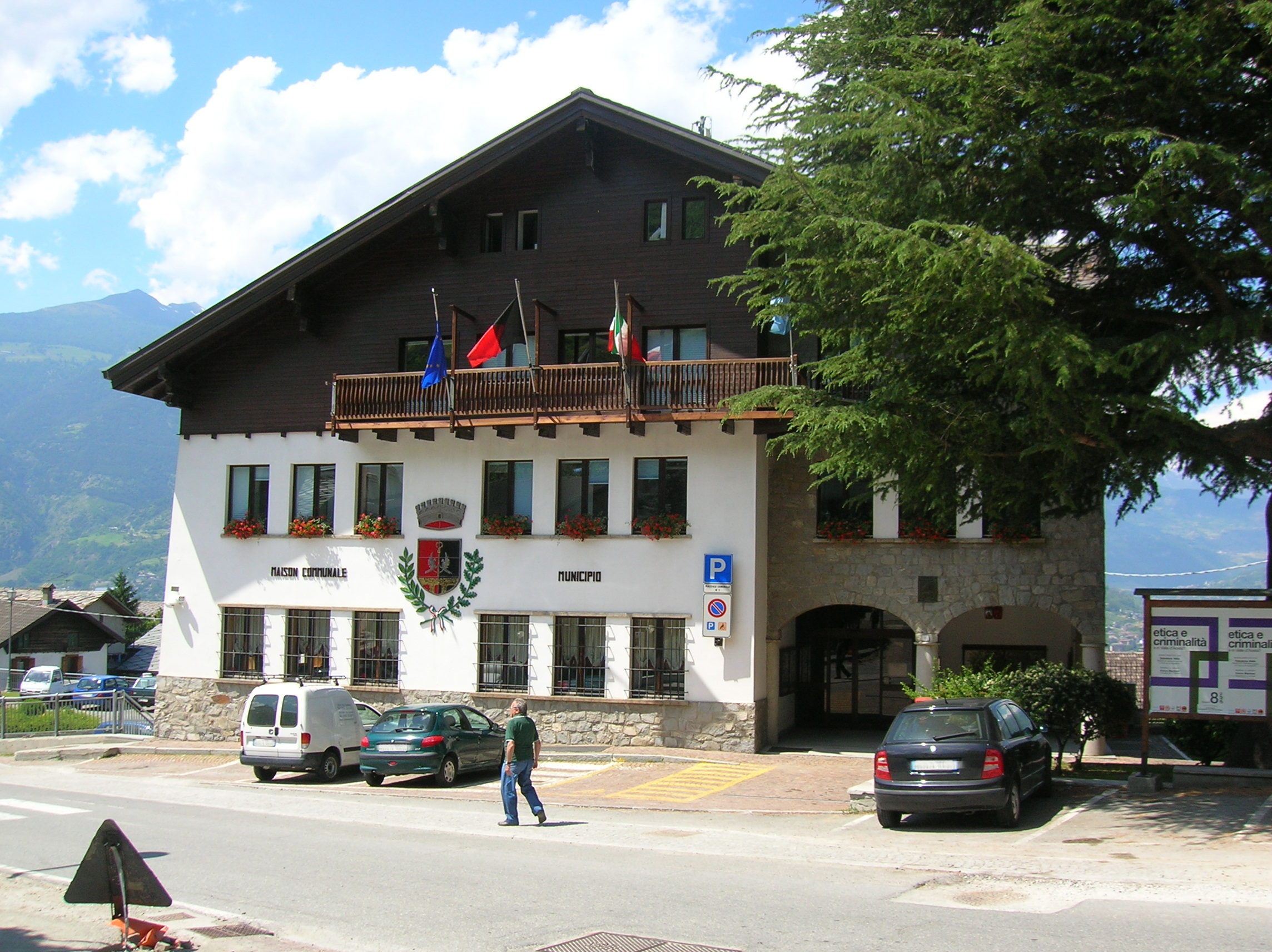
Gemeentehuis
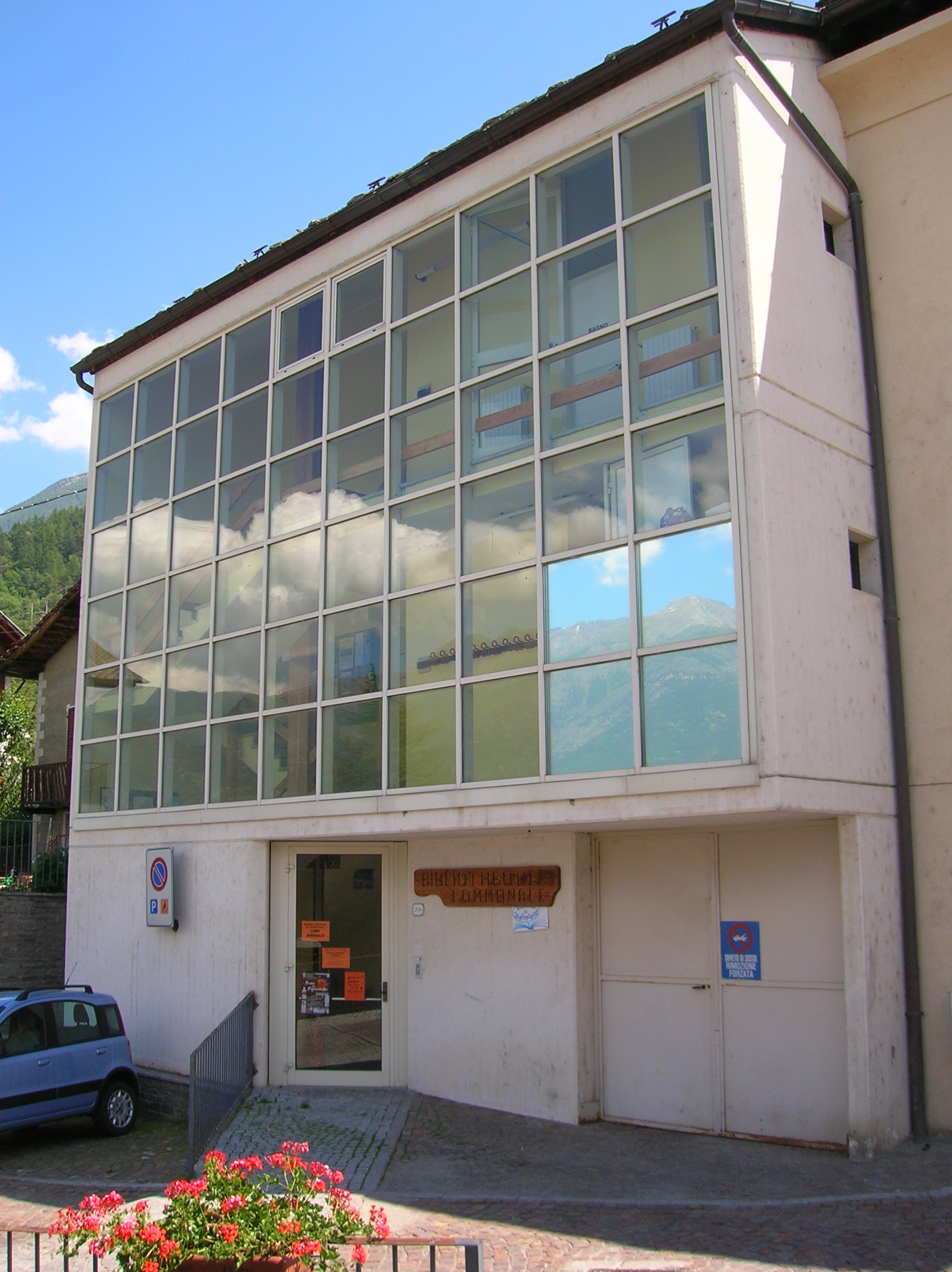
Bibliotheek

## Demografie
Charvensod telt ongeveer 1009 huishoudens. Het aantal inwoners steeg in de periode 1991-2001 met 14,2% volgens cijfers uit de tienjaarlijkse volkstellingen van ISTAT.
| Jaar | Inwoneraantal |
| ---- | ------------- |
| 1991 | 1984          |
| 2001 | 2266          |

## Geografie
De gemeente ligt op ongeveer 749 m boven zeeniveau.
Charvensod grenst aan de volgende gemeenten: Aosta, Brissogne, Cogne, Gressan, Pollein.